# ميخائيل جونستون
ميخائيل جونستون (بالإنجليزية: Michael Johnston) (19 أبريل 1999 بغلاسكو في المملكة المتحدة - ) هو لاعب كرة قدم بريطاني في مركز الوسط. لعب مع نادي سلتيك.

## وصلات خارجية
- ميخائيل جونستون على موقع الاتحاد الإسكتلندي (الإنجليزية)
- ميخائيل جونستون على موقع قاعدة بيانات كرة القدم.إي يو (الإنجليزية)
- ميخائيل جونستون على موقع ناشيونال فوتبول تيمز (الإنجليزية)
- ميخائيل جونستون على موقع Soccerbase.com (لاعب) (الإنجليزية)
- ميخائيل جونستون على موقع Soccerway.com (الإنجليزية)
- ميخائيل جونستون على موقع عالم كرة القدم.نت (الإنجليزية)